# Región de Bafing
Bafing fue hasta 2011 una de las 19 regiones que componían Costa de Marfil. La capital era Touba. Ocupaba 8720 km² y su población era de (2002 estimado) 178.400 habitantes. 

## Departamentos con población en mayo de 2014
- Koro 59,210
- Ouaninou 48,805
- Touba 75,032